# Wincenty Łoś

Herb Dąbrowa

Wincenty Antoni Łoś herbu Dąbrowa, znany pod pseudonimem Feliks z Grodkowa i Konar (ur. 17 stycznia 1857 w Krakowie, zm. 19 września 1918 tamże) – polski powieściopisarz, kolekcjoner dzieł sztuki.

## Rodzina
Pochodził z rodziny pieczętującej się herbem Dąbrowa. Urodził się jako syn Adama (1824–1892) i Euzebii Kirchmayer (1834–1909), córki Wincentego Antoniego Kirchmayera (1791–1857), bankiera, po którym otrzymał powyższe imiona. Rodzina pisarza odgrywała ważną rolę w życiu politycznym i społecznym w kraju. Dziad Feliks Ignacy (1791–1831), dziedzic Jurowa, zginął pod Modlinem. Pradziad Feliks Ignacy (1761–1795) otrzymał tytuł hrabiowski. Do rodzeństwa należały 2 siostry i brat. Irena była kanoniczką berneńską, a druga siostra, Maria, powieściopisarką i nowelistką (używała pseudonimu „Alces”, wyszła za mąż za barona Stanisława von Hagen Schwerina, właściciela dóbr Wielkie Oczy w powiecie lubaczowskim). Brat Wincentego, Witold był porucznikiem w rezerwie ułanów wojsk austriackich.
7 lipca 1884 roku w Osuchowie ożenił się z Aleksandrą Jasieńską. Wśród majątków ziemskich jakie posiadał był Ożarów. Swoją twórczość przedstawiał drukując w „Słowie”, „Ateneum”, „Niwie” i „Gazecie Lwowskiej”. Pochowany został na cmentarzu Rakowickim w Krakowie. Spoczywa w kwaterze X (rząd wschodni po prawej stronie Sióstr Bożej Miłości).

## Twórczość
Był kolekcjonerem i zbieraczem dzieł sztuki. Jako pisarz pozostawił po sobie wiele prac literackich. Do najbardziej znanych należą:
- „Dzisiejsze małżeństwa” (wyd. 1884, Kraków)
- „Hrabia starosta” tom 1, tom 2 (1885)
- „Jędrzek” (1890)
- „Linoskoczka” (wyd. Warszawa, 1891)
- „Wczorajsi” (1892-1896)
- „Nokturn Szopena” (1892)
- „Przy naszych dworach” (1895)
- „Z różnych pułków” tom 1, tom 2 (1893)
- „Hrabina : nemezys życia” (1895)
- „Aktorka” (1896)
- „Intrygantka” (1893)
- „Zięciowie domu Kohn et Cie” w serii Świat i Finanse tom 1, tom 2 (1892)
- „Ostatni burgrabia” (1896)
- „Wizerunki Króla Stanisława Augusta” (1876)
- „Rezydent mojej ciotki” (1896)
- „Tajemnica piątego pułku węgierskich huzarów” (Warszawa, 1891)
- „1780 : obraz dramatyczny w 5 aktach” (Kraków, 1875)
- „Swat„” (1895)
- „Nera Polacca” (1894)
- „Rezydenci” (1896)
- „High-life doktor” (1896)
- „Ostatni” (1896)
- „Historyczne to i owo” (1896, II wyd. 1899)
- "Ze Starżów pani Appelstein" tom 1, tom 2 (II wyd. 1896-97)
- „Drugie życie pani Appelstein” tom 1, tom 2 (1897)
- „Niedyskrecja” (wyd. II 1896)
- „Panna Staryńska” (1897)
- „Portret pięknej Pani” (wyd. II 1896)
- „Kaprys hrabianki” (wyd. II 1897)
- „Wielka Icheda” (1898)
- "Z pracowni naszych mistrzów" (1897, wyd. II 1898)

Ponadto wydał pamiętniki Stanisława Małachowskiego (1885). Swe utwory przedstawiał w wyjątkowy sposób. Cechuje je tzw. werwa żołnierska, szybka dynamiczna akcja pełna gawęd i obserwacji autora.